# Sabirabad
Sabirabad is een stad in Azerbeidzjan en is de hoofdplaats van het district Sabirabad.De stad werd hernoemd ter ere van de dichter Mirza Alekper Sabir.
De stad telt 29.000 inwoners (01-01-2012).